# 王恪 (康熙進士)
王恪（1670年—1739年），字惠带，又字愚千，江苏太仓人，清朝政治人物、进士出身。

## 生平
康熙五十七年（1718年）登进士。雍正九年（1713年）至雍正十二年（1734年），出任唐县知县，任内修《雍正续唐县志略》，并主持修建唐县学堂。其擅长诗词，著有《长留诗集》。